# Guerriere Sailor Venus Five
Guerriere Sailor Venus Five (セーラー戦士·ビーナス·ファイブ?, Sērā Senshi Bīnasu Faibu) è un OAV hentai del 1994 prodotto in due episodi e distribuito in VHS e DVD in Italia dalla Yamato Video.
Vi vengono narrate le avventure di cinque ragazzine dotate di poteri sovrannaturali: devono difendere la Terra dal capo dei cattivi di turno, Necros. Si tratta di una chiara parodia in versione pornografica della serie Sailor Moon.

## Trama
La dea greca Afrodite ha reclutato segretamente cinque studentesse terrestri, col compito d'esser le sue fidate guerriere; i loro nomi sono Venus rosa-blu-verde-viola-rosso e gli vengono conferiti poteri sovrannaturali ogniqualvolta si trasformano.
Sono l'unica e l'ultima difesa della Terra contro l'impero malefico noto come Impero Inma: suo dittatore è il perverso Necros, figlio di Apollo (che nell'anime rappresenta la lussuria). Egli cerca di resuscitare il padre divino per poter così ottener il dominio sull'intero pianeta: ambisce difatti a trasformarlo in un unico impero dedito alle più estreme perversioni sessuali.
Hikari, che diverrà Venus Pink, all'inizio della storia apprenderà il suo destino di salvatrice da un gatto parlante di nome Buccha; è in realtà un servitore fedele di Afrodite che è stato inviato sulla Terra per istruire ed aiutare le cinque Venus. Però le ragazze sono ancora del tutto inconsapevoli riguardo al fatto d'esser state scelte come guerriere Venus.
Ognuna delle cinque adolescenti dispone d'un segno segreto impresso sul corpo, un simbolo che le contraddistingue come appartenenti alla Dea: a Buccha è destinato il compito quindi di "risvegliarle" alla coscienza del loro destino. Dopo averle trovate dovrà informarle della loro identità segreta.
Tutto il racconto è dominato da forti tinte erotiche, con scene di nudità ed atti sessuali, ma limitato in quanto a violenza gratuita.

### Personaggi

#### Buoni
Hikari Misono/Venus Rosa
Doppiata da Junko Asami
Una biondina naturale studentessa alla Golden Star Academy. Dotata di buon senso, cortese ma, quando occorre, sa anche esser cattiva quanto basta.
Kiyomi/Venus Blu
Doppiata da Yumi Fukami
Si tratta della miglior amica di Hikari, il "cervello" del gruppo; di bell'aspetto e personalità modesta e remissiva.
Ikumi Mihari/Venus Verde
Doppiata da Fumika Kudō
Da poco entrata alla stessa scuola di Hikari; molto gentile e di buon cuore, possiede però un lato nascosto a causa del suo coinvolgimento in una banda di teppisti quando frequentava la scuola precedente.
Moyu Miyama/Venus Rossa
Doppiata da Rie Iwatsubo
Una ragazza ricca piuttosto snob che frequenta la Golden Star; ma si trasforma dopo essere entrata a far parte della squadra Venus.
Ai Masora/Venus Viola
Doppiata da Junko Sakuma
Giovane attrice di cinema; è l'unico membro delle cinque ad esser scoperta da Necros.
Buccha
Doppiato da Kenichi Ogata
È il gatto maniaco che dona i poteri alle guerriere. Afrodite gli assegna il compito di scoprire e formare le cinque guerriere.
Afrodite
Doppiata da Masami Toyoshima
Dea Greca che cerca di salvar la Terra dalle grinfie dell'Impero Inma con l'aiuto delle cinque guerriere. Anche lei è però molto snob.
Ken Kanagawa
Un misterioso studente della Golden Star che in un primo momento viene sospettato d'esser un alleato dei cattivi dalla cinque ragazze. Un tipo ombroso e ambiguo.

#### Cattivi
Imperatore Necros
Doppiato da Yumi Takada
Capo perverso dell'Impero Inma, ermafrodita. Assume le sembianze del preside Narumi quando scende sulla Terra.
Duca Saturno
Doppiato da Daiki Nakamura
Agisce spesso come attendente di Necros, scendendo sulla Terra per cercar di eseguirne gli ordini. Assume il travestimento d'insegnante d'inglese della scuola frequentata dalle cinque ragazze
Conte Urano
Doppiato da Takehiro Murozono
Dispone di un gemello a forma di serpente che ogni tanto sporge improvvisamente dal suo basso ventre; ha il comando degli esploratori folletti. Assume le sembianze d'insegnante di matematica.
Visconte Nettuno
Doppiato da Hiroshi Yanaka
Ha un finissimo senso dell'olfatto che gli permette di seguir facilmente ogni pista, come un perfetto segugio; ha una seconda faccia sulla pancia e tentacoli sporgenti, anche se non li utilizza quasi mai. Assume il ruolo di ottimo insegnante di biologia.
Barone Plutone
Doppiato da Kunihiko Yasui
Sfoggia una doppia serpentina che gli attraversa tutto il corpo; possiede inoltre la visione a raggi X che utilizza per individuar i simboli di Venus impressi sul corpo delle ragazze. Egli assume il ruolo di eccellente insegnante d'educazione fisica.
Nerone
Scorbutico, eccentrico ed indisponente folletto messo a guardia del sarcofago di Apollo, al centro del labirinto di Inma.